# August Fournier
August Fournier (19. června 1850 Vídeň – 18. května 1920 Vídeň) byl rakouský a český historik, vysokoškolský pedagog a politik německé národnosti, na konci 19. století poslanec Českého zemského sněmu a Říšské rady.

## Biografie
Pocházel z francouzského rodu, který se přes Rakouské Slezsko usadil ve střední Evropě. Studoval ve Vídni obchodní akademii a pak na Vídeňské univerzitě, kde roku 1872 získal titul doktora filozofie. V letech 1871–1873 působil na Institutu pro výzkum rakouských dějin. V roce 1874 nastoupil do archivu ministerstva vnitra, jehož ředitelem se stal roku 1878. Jako historik se zpočátku zabýval dějinami pozdního středověku. Později ho Ottokar Lorenz inspiroval k studiu moderních dějin. Vydal třísvazkovou biografii Napoleona, která trvale patří k standardním dílům. Nedokončenou zůstala jeho obsáhlá práce o Vídeňském kongresu. Od roku 1875 vyučoval na Vídeňské univerzitě, nejdřív jako privátní docent, pak od roku 1880 jako mimořádný profesor. Od roku 1883 byl řádným profesorem všeobecných a rakouských dějin na německé Karlo-Ferdinandově univerzitě v Praze.
Koncem století se zapojil i do zemské politiky. Podle některých zdrojů se již ve volbách v roce 1889 stal poslancem Českého zemského sněmu. Podle jiného byl zvolen až dodatečně roku 1892. V roce 1892 se každopádně již mezi poslanci uvádí. V řádných volbách v roce 1895 mandát obhájil v městské kurii (volební obvod Děčín). Uvádí se jako německý liberál (takzvaná Německá pokroková strana).
Ve volbách roku 1891 se stal i poslancem Říšské rady (celostátní zákonodárný sbor), kde zastupoval městskou kurii, obvod Děčín, Podmokly atd. Mandát obhájil za stejný obvod ve volbách roku 1897. Na Říšské radě patřil do klubu Sjednocené německé levice, z něhož roku 1896 vystoupil.
V roce 1900 přesídlil zpět do Vídně. Byl profesorem historie na Vídeňské vysoké škole technické, od roku 1903 profesorem historie na Vídeňské univerzitě. V roce 1909 se stal korespondenčním členem vídeňské akademie věd.